# Saipanetta tumida
Saipanetta tumida is een mosselkreeftjessoort uit de familie van de Saipanettidae. De wetenschappelijke naam van de soort is voor het eerst geldig gepubliceerd in 1890 door Brady.